# Cerkiew Niepokalanego Poczęcia Najświętszej Marii Panny w Czortkowie
Cerkiew Niepokalanego Poczęcia Najświętszej Marii Panny (ukr. Церква Непорочного Зачаття Пречистої Діви Марії) – cerkiew greckokatolicka (Ukraińska Cerkiew Greckokatolicka) w Czortkowie (obwód tarnopolski).
Cerkiew znajduje się w dawnym kościele klasztoru Sióstr Miłosierdzia. Kościół i klasztor zostały wybudowane w 1854 roku na koszt ostatniego właściciela Czortkowa, Hieronima Sadowskiego. Klasztor działał do 1944 roku, po czym stał się więzieniem NKWD. Obecnie w piwnicach otwarte jest muzeum terroru bolszewickiego, więźniów politycznych i osób represjonowanych.
W 1993 roku została utworzona parafia. Od tego czasu wspólnota greckokatolicka wykorzystuje pomieszczenia klasztorne i świątynię.